# Кубок Латвии по футболу 2000
Ку́бок Ла́твии по футбо́лу 2000 года — 59-й розыгрыш Кубка Латвии по футболу.

## 1/16 финала
| Дата       | Хозяева              | Счёт | Гости               |
| ---------- | -------------------- | ---- | ------------------- |
| 08.04.2000 | Остас полиция (Рига) | 1:0  | Варавиксне (Лиепая) |

## 1/8 финала
| Дата       | Хозяева            | Счёт | Гости                           |
| ---------- | ------------------ | ---- | ------------------------------- |
| 12.04.2000 | Резекне            | 0:2  | Динабург (Даугавпилс)           |
| 12.04.2000 | Полицияс ФК (Рига) | 2:1  | Зибенс/Земессардзе (Даугавпилс) |
| 12.04.2000 | ЛУ/Даугава (Рига)  | 1:0  | Лудза/Малнава                   |
| 12.04.2000 | Сконто (Рига)      | 11:0 | Фортуна (Огре)                  |
| 12.04.2000 | Берги              | 0:6  | Металлург (Лиепая)              |
| 12.04.2000 | Виола (Елгава)     | 1:5  | Рига                            |
| 12.04.2000 | Цесис              | 0:12 | Вентспилс                       |
| 12.04.2000 | Валмиера           | 2:0  | Остас полиция (Рига)            |

## 1/4 финала
| Дата       | Хозяева               | Счёт | Гости              |
| ---------- | --------------------- | ---- | ------------------ |
| 19.04.2000 | Динабург (Даугавпилс) | 2:1  | Полицияс ФК (Рига) |
| 19.04.2000 | ЛУ/Даугава (Рига)     | 0:7  | Сконто (Рига)      |
| 19.04.2000 | Металлург (Лиепая)    | 1:0  | Рига               |
| 19.04.2000 | Вентспилс             | 7:0  | Валмиера           |

## 1/2 финала
| Команда 1             | Итог | Команда 2     | 1-й матч | 2-й матч |
| --------------------- | ---- | ------------- | -------- | -------- |
| Динабург (Даугавпилс) | 1:8  | Сконто (Рига) | 1:4      | 0:4      |
| Металлург (Лиепая)    | 10:3 | Вентспилс     | 6:2      | 4:1      |

## Финал
| Дата       | Хозяева       | Счёт | Гости              |
| ---------- | ------------- | ---- | ------------------ |
| 27.05.2000 | Сконто (Рига) | 4:1  | Металлург (Лиепая) |

| 27 мая 2000                                             | \| Сконто (Рига) \| 4:1 (2:0) \| Металлург (Лиепая) \| \| Рубин 8′, 63′ · Колесниченко 33′ · Страдыньш 52′ (авт.) \| Голы \| Верпаковскис 83′ \| | Стадион «Даугава», Рига Зрителей: 3 000 Судья: Андрей Сипайло (Даугавпилс) |
| Сконто (Рига)                                           | 4:1 (2:0) | Металлург (Лиепая)                                                         |
| Рубин 8′, 63′ · Колесниченко 33′ · Страдыньш 52′ (авт.) | Голы | Верпаковскис 83′                                                           |

| Обладатель Кубка Латвии 2000 |
| ---------------------------- |
| «Сконто» (Рига) 5-й титул    |